# Distruction Boyz
Distruction Boyz è un duo musicale sudafricano formatosi nel 2015. È costituito dai musicisti Thobani "Que" Mgobhozi e Zipho "Goldmax" Mthembu.

## Storia del gruppo
Il duo è salito alla ribalta dopo aver pubblicato l'album in studio d'esordio Gqom Is the Future, contenente Omunye, traccia premiata con il South African Music Award alla registrazione dell'anno. È stato candidato agli MTV Europe Music Awards 2018 per il riconoscimento al miglior artista africano.
From the Streets to the World, uscito nel novembre 2019, ha fatto seguito a It Was All a Dream (2018).

## Formazione
- Thobani "Que" Mgobhozi – voce
- Zipho "Goldmax" Mthembu – voce

## Discografia

### Album in studio
- 2017 – Gqom Is the Future
- 2018 – It Was All a Dream
- 2019 – From the Streets to the World

### Singoli
- 2016 – Ngoma yami (feat. Efelow & Danger)
- 2017 – Shut Up & Groove (feat. Babes Wodumo & Mampintsha)
- 2017 – Madness (feat. Tipcee)
- 2017 – Midnight Starring (con DJ Maphorisa e Rude Boyz feat. DJ Tira, Busiswa & Moonchild Sanelly)
- 2018 – Uzophuza amanzi
- 2018 – Shasha kushasha (con Mr Eazi)
- 2019 – Nevermind (feat. Zhao)
- 2022 – Insangu (con DJ Tira feat. The Elevatorz & Worst Behaviour)